# Только каплю души
«Только каплю души» — советский художественный фильм 1978 года, снятый режиссёром Владимиром Городько по сценарию Леонида Ямкового на киностудии им. Довженко.
Премьера фильма состоялась 16 февраля 1979 года. Фильм посмотрели 2,2 млн зрителей.

## Сюжет
Шестилетнему Вовке приходится справляться с разводом родителей, но благодаря помощи соседа-моряка семья находит мир и согласие.

## В ролях
- Леонид Неведомский — Пантелей
- Алёша Никитченко — Вовка
- Михаил Кононов — Фёдор, отец Вовки
- Антонина Лефтий — мать Вовки
- Тамара Носова — Корнелия
- Светлана Орлова — Лея
- Владимир Носик — Дмитрий
- Геннадий Сафронов — Степан
- Василий Петренко — «Рыжий»
- Александр Силин

## Съёмочная группа
- Режиссер: Владимир Городько
- Сценарист: Леонид Ямковой
- Оператор: Василий Курач
- Композитор: Евгений Крылатов
- Художник: Виталий Шавель
- Директор картины: Михаил Ротлейдер